# Marcel Muhlack
Marcel Muhlack (Veenendaal, 14 januari 1975) is een Nederlands voormalig voetballer die uitkwam voor Go Ahead Eagles. Hij speelde als middenvelder.